# Piotr Napoleon Bonaparte
Piotr Napoleon (Pierre-Napoléon) Bonaparte (ur. 11 października 1815 w Rzymie, zm. 7 kwietnia 1881 w Wersalu) – francuski polityk. Był siódmym dzieckiem Lucjana Bonaparte z jego drugiego małżeństwa z Aleksandryną de Bleschamp, a więc bratankiem Napoleona I.
Już jako dziecko odznaczał się trudnym, nie do poskromienia charakterem. W wieku lat 15 przyłączył się do insurgentów przeciw władzy papieskiej w Państwie Kościelnym i działał jako partyzant w lasach koło Rzymu (rodzice mieszkali wówczas w Canino). W roku 1831 wyjechał do USA, do stryja Józefa, i rok później przyłączył się do oddziałów Francisco Santandera, walczących w Kolumbii przeciw ówczesnemu rządowi tzw. Wielkiej Kolumbii.
Po paru latach powrócił do Rzymu i został tam w 1835 r. na rozkaz papieża Grzegorza XVI wsadzony do więzienia. Po rocznym pobycie w więzieniu udał się do Wielkiej Brytanii.
Po obaleniu króla Ludwika Filipa powrócił do Francji i zaczął działać jako polityk o poglądach skrajnie lewicowych: został wybrany na posła Korsyki w Zgromadzeniu Ustawodawczym. Jego działalność zwiększyła popularność kuzyna, prezydenta Ludwika Napoleona Bonaparte. Piotr Napoleon był wprawdzie przeciwny zamachowi stanu kuzyna (1851), ale wkrótce się z nim pogodził i chętnie przyjął godność Księcia Cesarstwa (Prince d’Empire, ale bez tytułu „Cesarskiej Wysokości”) oraz odpowiednie apanaże, co doprowadziło do całkowitego zerwania z republikanami i socjalistami.
Prowadził od tej chwili rozpustne życie, zapomniany przez wszystkich. Tuż przed upadkiem cesarstwa, w roku 1870, zastrzelił w czasie kłótni dziennikarza Wiktora Noira. Postawiony przed sądem został uniewinniony, o co po upadku Napoleona III obwiniano cesarza.
W roku 1853 ożenił się z prostą robotnicą paryską Jeanne Ruffin, z którą miał syna i córkę. Syn Roland został ojcem sławnej psychoanalityczki Marii Bonaparte.
Opuszczony przez wszystkich, Piotr Napoleon Bonaparte zmarł w wieku 66 lat w Wersalu i został tam pochowany.
Piotr Bonaparte zostawił bogatą spuściznę literacką i popularnonaukową. Pisał po włosku i francusku. Jego talent pisarski nie był wprawdzie wysokiego lotu, ale z książek jego przebija szczere umiłowanie wolności, wielki idealizm i głębokie zainteresowanie losem ruchów wyzwoleńczych w Polsce, Italii i Ameryce Południowej.

### Prace Piotra Napoleona Bonapartego
- Historia wojskowości
- Nouveau systême de chevaux de Frise portatifs, Bruxelles 1846
- Analyse géometrique de l’ordonnance du 4 mars 1831 sur l’exercise et les manœuvres de l’infanterie, ibid.,1847
- Saggio di nozioni elementari di tattica e di strategia ad uso dei giovanni militi italiani, ibid., 1847
- Essai sur l’attaque et la défense des villes, Paris 1848
- Dzieła literackie
- Le capitaine Moneglia à Solferino, Paris 1861
- Miechow ou les enfants au bout de baĭonette, ibid., 1863
- Tłumaczenie wiersza Mickiewicza „Do matki Polki”, ibid., 1864
- Prace historyczne
- Napoléon III, sauveur de l’Italie, Sceaux 1866
- Sampiero, leggenda corsa, Bastia 1856
- Souvenirs, traditions et révélations, Bruxelles 1876

### Prace o Piotrze Napoleonie Bonaparte
- Pierre Bourson, L’affaire Pierre Bonaparte, Paris 1929
- Dizionario Biografico delli Italiani, tom II, Roma 1969